# روجر بونتيه
روجر بونتيه (بالفرنسية: Roger Pontet)‏ ولد بتاريخ 15 يونيو 1920 في باريس، وتوفي في 29 يناير 2009 في فرنسا، كان دراج فرنسي.

## روابط خارجية
- روجر بونتيه على موقع أرشيف الدراجات (الإنجليزية)
- روجر بونتيه على موقع إحصائيات الدراجات الإحترافية (الإنجليزية)